# تیس کوپان
تیس کوپان یا طیس کوپان، روستایی در دهستان کمبل سلیمان بخش مرکزی شهرستان چابهار در استان سیستان و بلوچستان ایران است.

## جمعیت
بر پایه سرشماری عمومی نفوس و مسکن در سال ۱۳۹۵، جمعیت این روستا برابر با ۱٬۰۱۹ نفر (۲۴۰ خانوار) بوده‌است.